# Fäktning vid panamerikanska spelen 2023
Fäktning vid panamerikanska spelen 2023 avgjordes mellan den 30 oktober och 4 november 2023 i Centro de Eventos Paralímpicos i Santiago i Chile. Totalt tävlades det i 12 grenar i disciplinerna florett, sabel och värja. Varje disciplin bestod av en individuell gren och en lagtävling för båda könen.

## Medaljörer

### Herrar
| Gren                  | Guld                                                      | Silver                                                        | Brons                                                            |  |  |  |
| Värja, individuellt   | Dylan French · Kanada                                     | Pablo Núñez · Chile                                           | Francisco Limardo · Venezuela                                    |  |  |  |
| Värja, individuellt   | Dylan French · Kanada                                     | Pablo Núñez · Chile                                           | Alexandre Camargo · Brasilien                                    |  |  |  |
| Värja, lag            | USA · Curtis McDowald · Samuel Imrek · Samuel Larsen      | Kanada · Fynn Fafard · Dylan French · Nicholas Zhang          | Argentina · Jesús Lugones · Alessandro Taccani · Agustín Gusmán  |  |  |  |
|                       |                                                           |                                                               |                                                                  |  |  |  |
| Florett, individuellt | Nick Itkin · USA                                          | Miles Chamley-Watson · USA                                    | Augusto Servello · Argentina                                     |  |  |  |
| Florett, individuellt | Nick Itkin · USA                                          | Miles Chamley-Watson · USA                                    | Guilherme Toldo · Brasilien                                      |  |  |  |
| Florett, lag          | USA · Gerek Meinhardt · Nick Itkin · Miles Chamley-Watson | Kanada · Maximilien Van Haaster · Blake Broszus · Patrick Liu | Brasilien · Pedro Marostega · Guilherme Toldo · Henrique Marques |  |  |  |
|                       |                                                           |                                                               |                                                                  |  |  |  |
| Sabel, individuellt   | Andrew Doddo · USA                                        | Eliécer Romero · Venezuela                                    | Farès Arfa · Kanada                                              |  |  |  |
| Sabel, individuellt   | Andrew Doddo · USA                                        | Eliécer Romero · Venezuela                                    | Shaul Gordon · Kanada                                            |  |  |  |
| Sabel, lag            | Kanada · François Cauchon · Shaul Gordon · Farès Arfa     | USA · Josef Cohen · Andrew Doddo · Filip Dolegiewicz          | Venezuela · Abraham Rodríguez · Eliécer Romero · José Quintero   |  |  |  |

### Damer
| Gren                  | Guld                                                              | Silver                                                      | Brons                                                          |  |  |  |
| Värja, individuellt   | Isabel Di Tella · Argentina                                       | María Doig · Peru                                           | Analía Fernández · Chile                                       |  |  |  |
| Värja, individuellt   | Isabel Di Tella · Argentina                                       | María Doig · Peru                                           | Ruien Xiao · Kanada                                            |  |  |  |
| Värja, lag            | Brasilien · Amanda Simeão · Nathalie Moellhausen · Victória Vizeu | Kanada · Alexanne Verret · Ruien Xiao · Leonora MacKinnon   | Venezuela · Eliana Lugo · Lizzie Asis · María Martínez         |  |  |  |
|                       |                                                                   |                                                             |                                                                |  |  |  |
| Florett, individuellt | Lee Kiefer · USA                                                  | Eleanor Harvey · Kanada                                     | Jessica Guo · Kanada                                           |  |  |  |
| Florett, individuellt | Lee Kiefer · USA                                                  | Eleanor Harvey · Kanada                                     | Mariana Pistoia · Brasilien                                    |  |  |  |
| Florett, lag          | USA · Jacqueline Dubrovich · Lee Kiefer · Zander Rhodes           | Kanada · Jessica Guo · Sabrina Fang · Eleanor Harvey        | Mexiko · Nataly Michel · Denisse Hernández · Melissa Rebolledo |  |  |  |
|                       |                                                                   |                                                             |                                                                |  |  |  |
| Sabel, individuellt   | Magda Skarbonkiewicz · USA                                        | Maia Chamberlain · USA                                      | Julieta Toledo · Mexiko                                        |  |  |  |
| Sabel, individuellt   | Magda Skarbonkiewicz · USA                                        | Maia Chamberlain · USA                                      | Leidis Veranes · Kuba                                          |  |  |  |
| Sabel, lag            | USA · Maia Chamberlain · Magda Skarbonkiewicz · Alexis Anglade    | Kanada · Pamela Brind'Amour · Marissa Ponich · Tamar Gordon | Mexiko · Natalia Botello · Diana González · Julieta Toledo     |  |  |  |

## Medaljtabell
*   Värdland ( Chile)
| Nr                  | Nation              | Guld | Silver | Brons | Totalt |
| ------------------- | ------------------- | ---- | ------ | ----- | ------ |
| 1                   | USA                 | 8    | 3      | 0     | 11     |
| 2                   | Kanada              | 2    | 6      | 4     | 12     |
| 3                   | Brasilien           | 1    | 0      | 4     | 5      |
| 4                   | Argentina           | 1    | 0      | 2     | 3      |
| 5                   | Venezuela           | 0    | 1      | 3     | 4      |
| 6                   | Chile*              | 0    | 1      | 1     | 2      |
| 7                   | Peru                | 0    | 1      | 0     | 1      |
| 8                   | Mexiko              | 0    | 0      | 3     | 3      |
| 9                   | Kuba                | 0    | 0      | 1     | 1      |
| Totalt (9 nationer) | Totalt (9 nationer) | 12   | 12     | 18    | 42     |